# قائمة البعثات الدبلوماسية في أستراليا

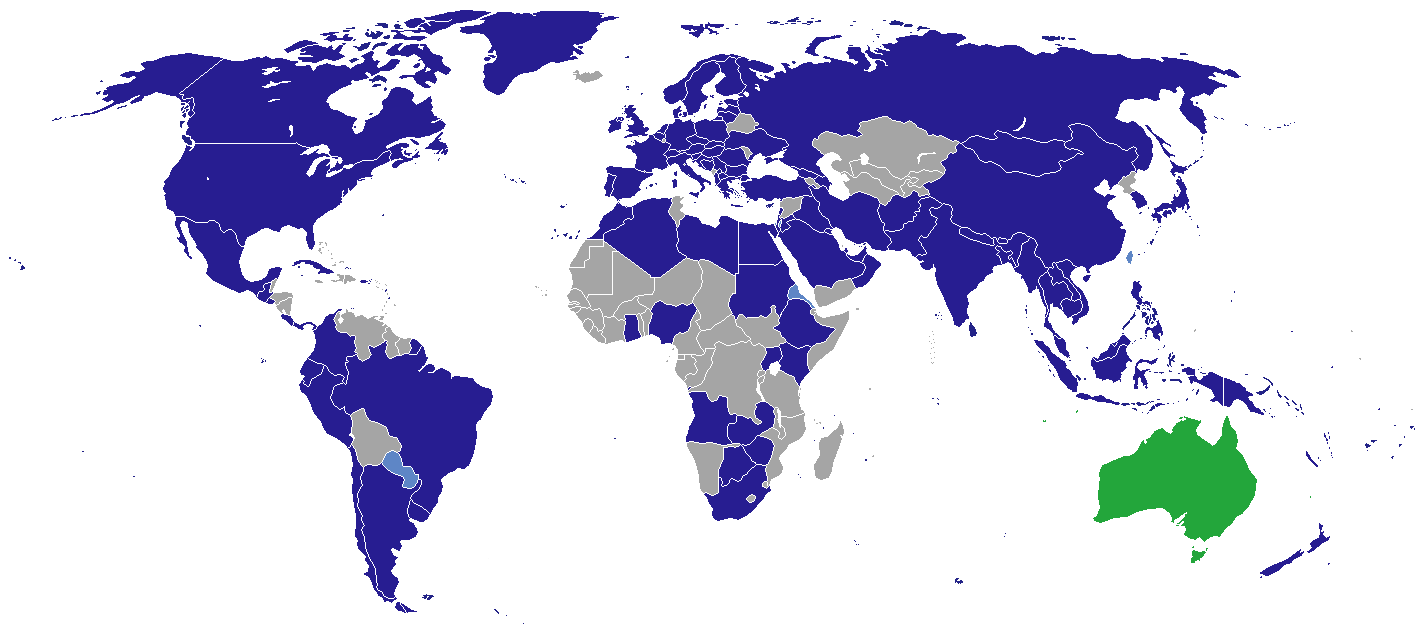
البعثات الدبلوماسية في أستراليا
أستراليا
الدول التي لديها قنصليات/ بعثات دولية في أستراليا
الدول التي لها فقط قنصلية عامة في أستراليا

بدأت الحركة الدبلوماسية من القنصليات والمفوضيات بالعمل في المدن الأسترالية قبل وقت طويل من تأسيس كومنولث أستراليا عام 1901، فقد افتتحت الولايات المتحدة قنصلية لها في سيدني عام 1836، وتبعتها دول أخرى لاحقًا بما في ذلك سويسرا (1855) وألمانيا (1879) واليابان (1896، في تاونسفيل ).
لكن السلك الدبلوماسي لأستراليا تأسس في العاصمة الأسترالية كانبرا عام 1936 عندما عينت المملكة المتحدة أول مفوض سامي لها في أستراليا، ثم عينت كندا ممثلًا لها عام 1937 وأقامت الولايات المتحدة الأمريكية مفوضية لها في عام 1940. تبع ذلك في أوائل عام 1941 إقامة اليابان بمفوضية لها، ثم إغلاقها في ديسمبر 1941 لدخول البلد في الحرب العالمية الثانية. شهدت الفترة 1941-1945 افتتاح مفوضيات إضافية من قبل حلفاء الحرب الصين واتحاد الجمهوريات الاشتراكية السوفياتية وفرنسا وهولندا وتعيين المفوضين الساميين من قبل نيوزيلندا والهند . في عام 1946، رفعت أستراليا والولايات المتحدة علاقاتهما الدبلوماسية إلى مستوى السفراء وتبادلا السفراء في سبتمبر من ذلك العام. تبع الأعضاء الدائمين الآخرين من غير دول الكومنولث في مجلس الأمن التابع للأمم المتحدة ، فرنسا والصين واتحاد الجمهوريات الاشتراكية السوفياتية في عام 1948 وبحلول أواخر الستينيات ، تم ترقية جميع المندوبيات الموجودة في كانبيرا إلى سفارات.
في البداية كانت مساكن السفراء والبعثات موجودة في ضواحي كانبيرا في منطقتي ريد هيل وفورست . غالبية البعثات اليوم أصبحت في ضاحية يارالوملا على ضفاف البحيرة أو ضاحية أومالي في وادي ودين . قامت العديد من البلدان ببناء مراكز بعثاتها في أنماط معمارية مميزة تعكس التقاليد أو التطلعات الوطنية. اختارت بعض الدول عدم إنشاء سفارة في كانبيرا ولكن بدلاً من ذلك تدير قنصلية في مدينة رئيسة ، مثل ملبورن .اعتبارًا من أكتوبر 2021 ، استضافت كانبرا 112 سفارة / وفود عليا.

## السفارات والمفوضيات العليا فيكانبرا
- أفغانستان
- ألبانيا
- الجزائر
- الأرجنتين
- النمسا
- أذربيجان
- بنغلاديش
- بلجيكا
- بوتان
- البوسنة والهرسك
- بوتسوانا
- البرازيل
- بروناي
- بلغاريا
- كمبوديا
- كندا
- تشيلي
- الصين
- كولومبيا
- كوستاريكا
- كرواتيا
- كوبا
- قبرص
- جمهورية التشيك
- الدنمارك
- تيمور الشرقية
- الإكوادور
- مصر
- السلفادور
- إستونيا
- إثيوبيا
- فيجي
- فنلندا
- فرنسا
- جورجيا
- ألمانيا
- غانا
- اليونان
- غواتيمالا
- الكرسي الرسولي
- المجر
- الهند
- إندونيسيا
- إيران
- العراق
- أيرلندا
- إسرائيل
- إيطاليا
- ساحل العاج
- اليابان
- الأردن
- كينيا
- كوسوفو
- الكويت
- لاتفيا[2]
- لاوس
- لبنان
- ليبيا
- ليتوانيا
- ماليزيا
- مالطا
- موريشيوس
- المكسيك
- منغوليا
- المغرب
- ميانمار
- ناورو
- نيبال
- هولندا
- نيوزيلندا
- نيجيريا
- مقدونيا
- النرويج
- باكستان
- بنما
- بابوا غينيا الجديدة
- باراغواي
- بيرو
- الفلبين
- بولندا
- البرتغال
- قطر
- رومانيا
- روسيا
- ساموا
- السعودية
- صربيا
- سنغافورة
- سلوفاكيا
- سلوفينيا
- جزر سليمان
- جنوب إفريقيا
- كوريا الجنوبية
- إسبانيا
- سريلانكا
- السودان
- السويد
- سويسرا
- تايلاند
- تونغا
- تركيا
- أوغندا
- أوكرانيا
- الإمارات العربية المتحدة
- المملكة المتحدة
- الولايات المتحدة
- الأوروغواي
- فانواتو
- فنزويلا
- فيتنام
- زامبيا
- زيمبابوي

## مكاتب تمثيلية أخرى فيكانبرا
- الاتحاد الأوروبي (وفد دبلوماسي)
- فلسطين (وفد دبلوماسي)
- تايوان (مكتب تايبيه الاقتصادي والثقافي في أستراليا)
- الأمم المتحدة (مركز معلومات)[3]

## معرض الصور

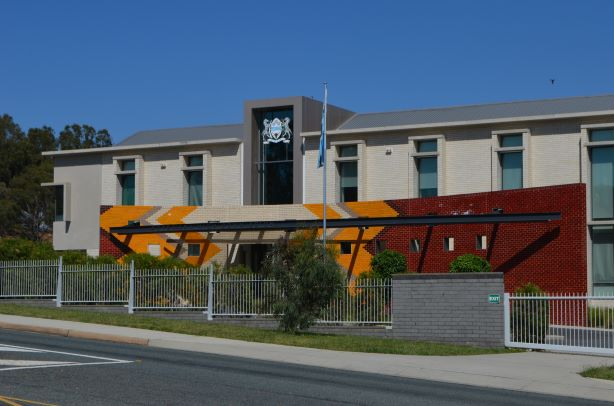
المفوضية العليا لبوتسوانا
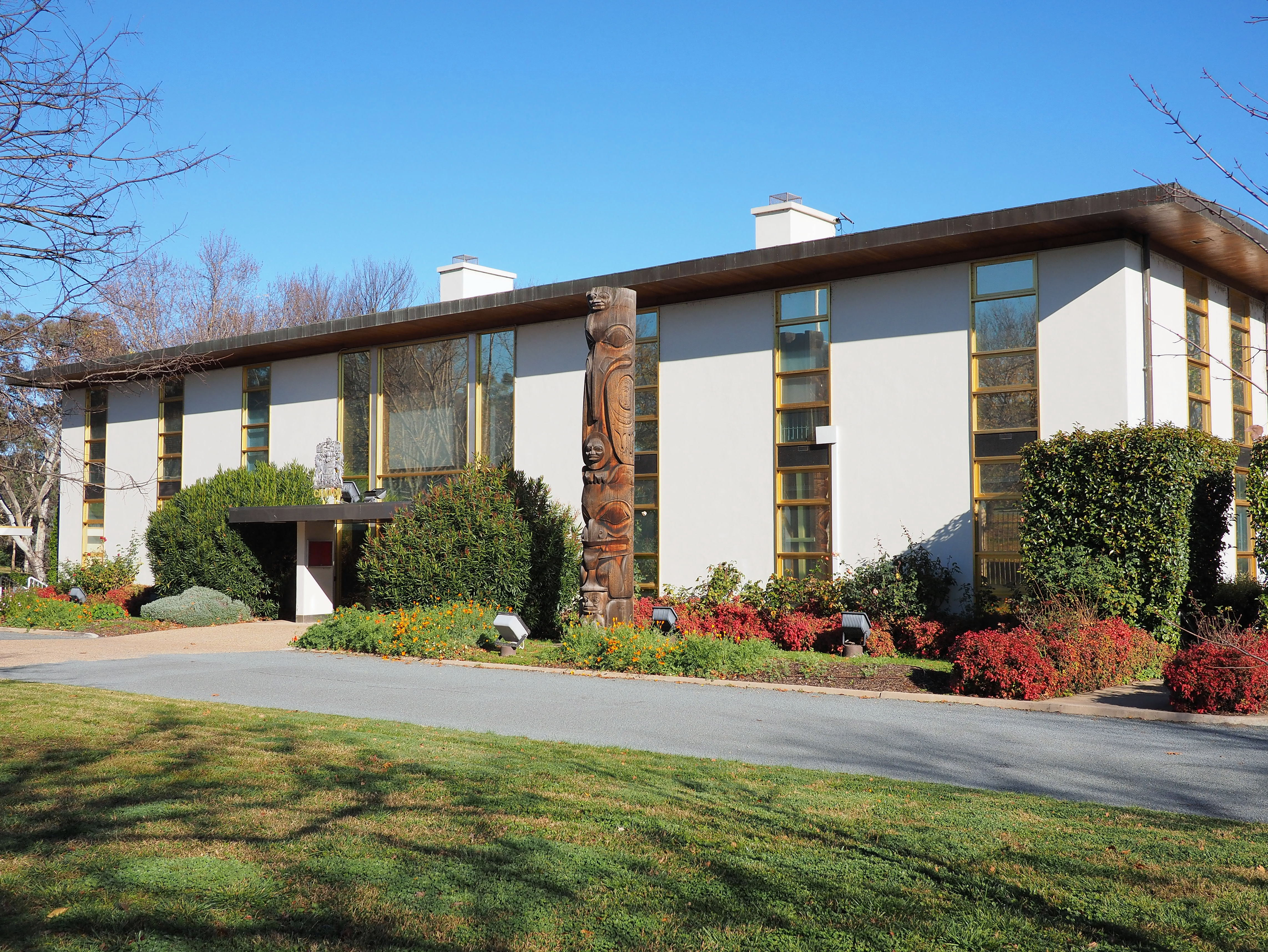
المفوضية العليا لكندا
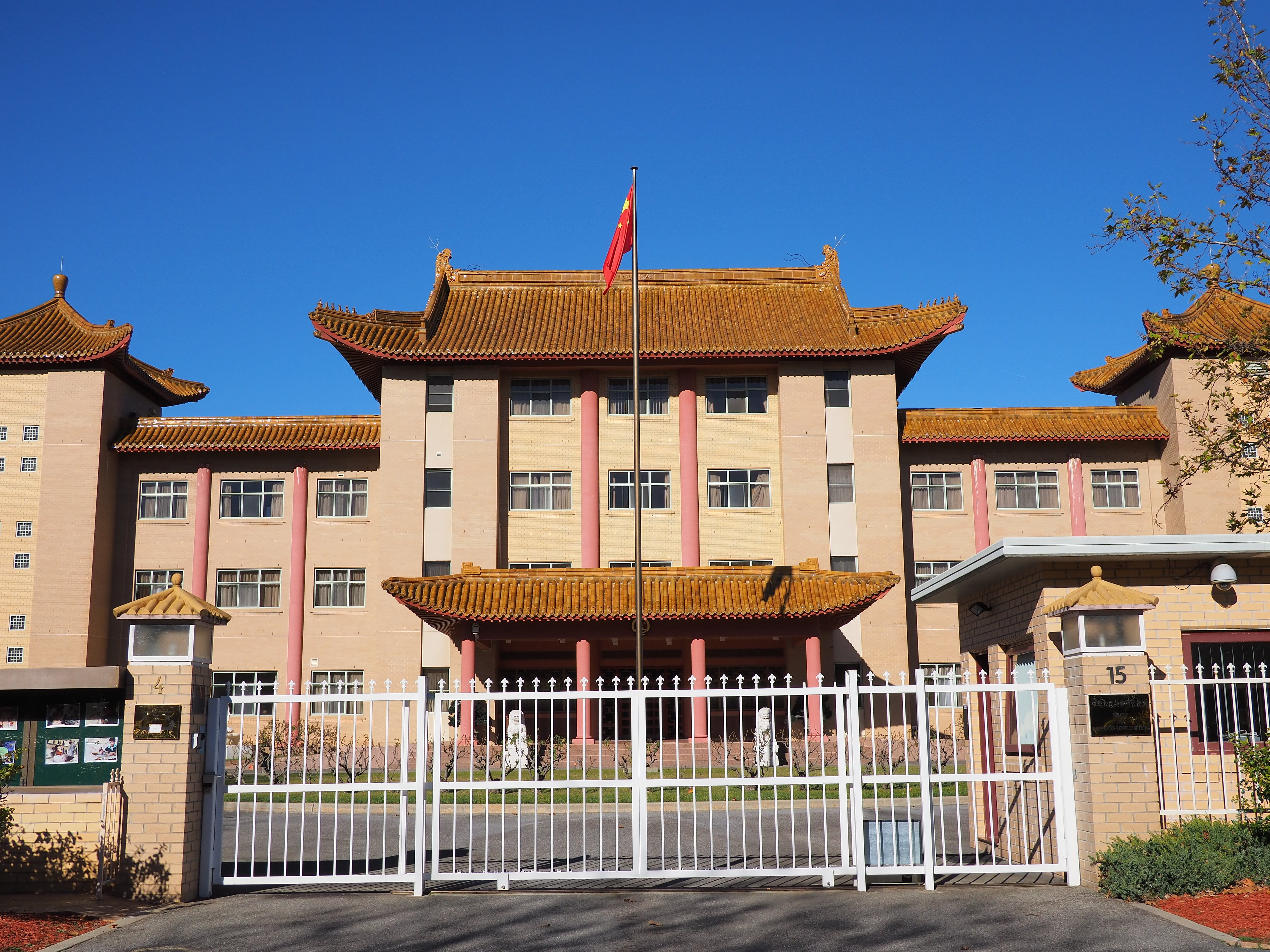
سفارة الصين
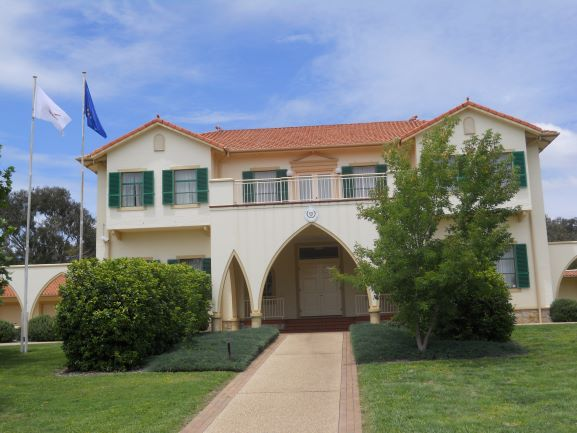
المفوضية العليا لقبرص
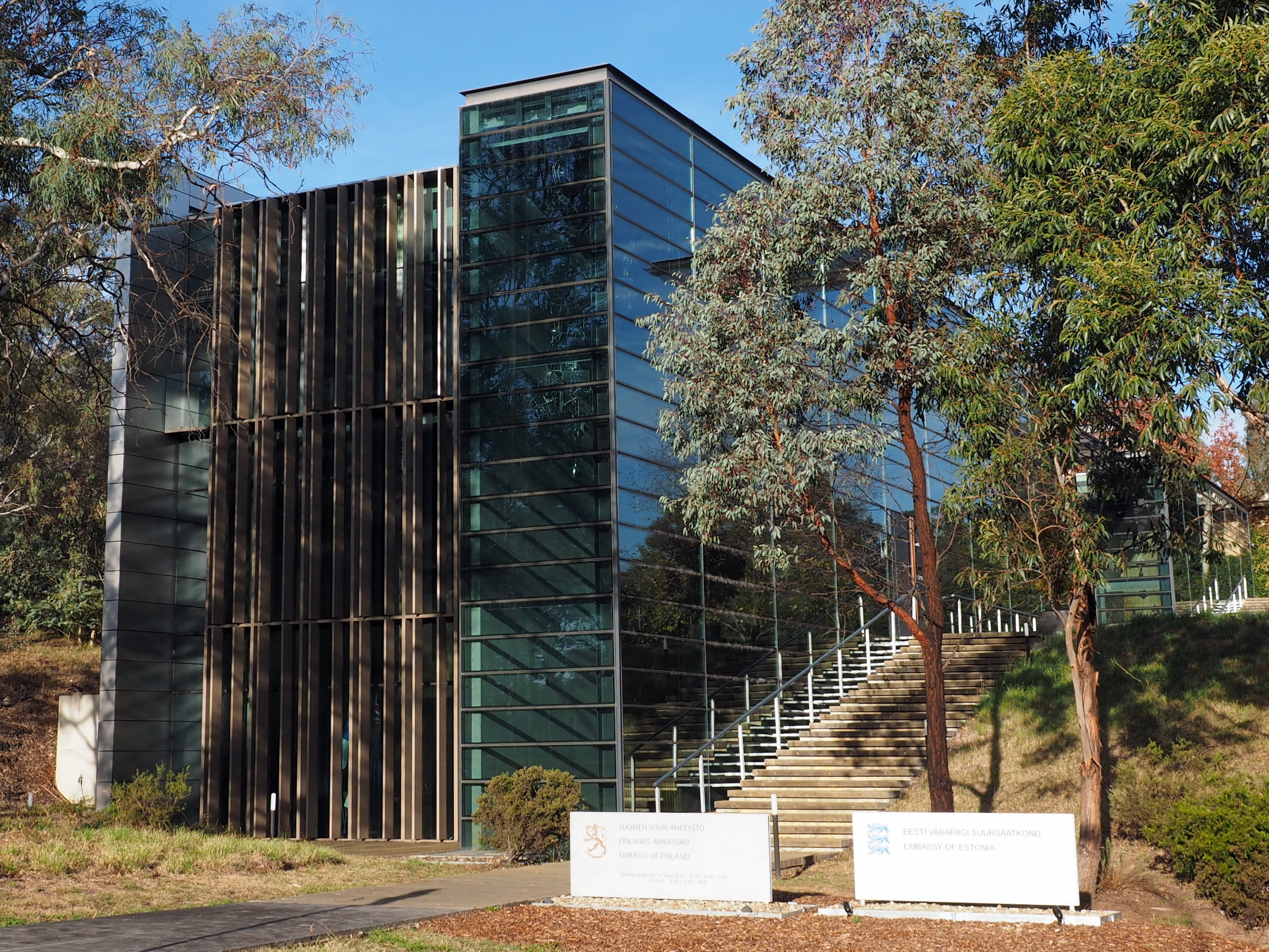
سفارات إستونيا وفنلندا
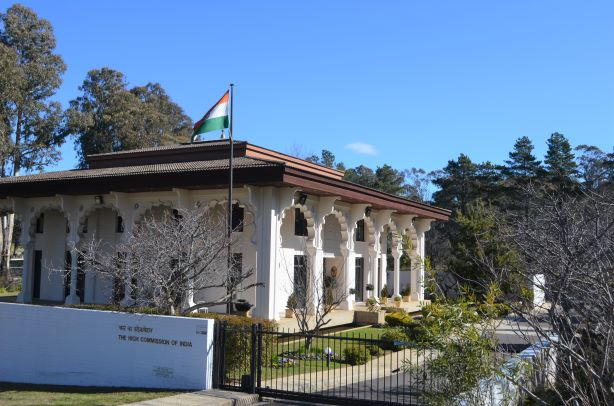
المفوضية العليا للهند
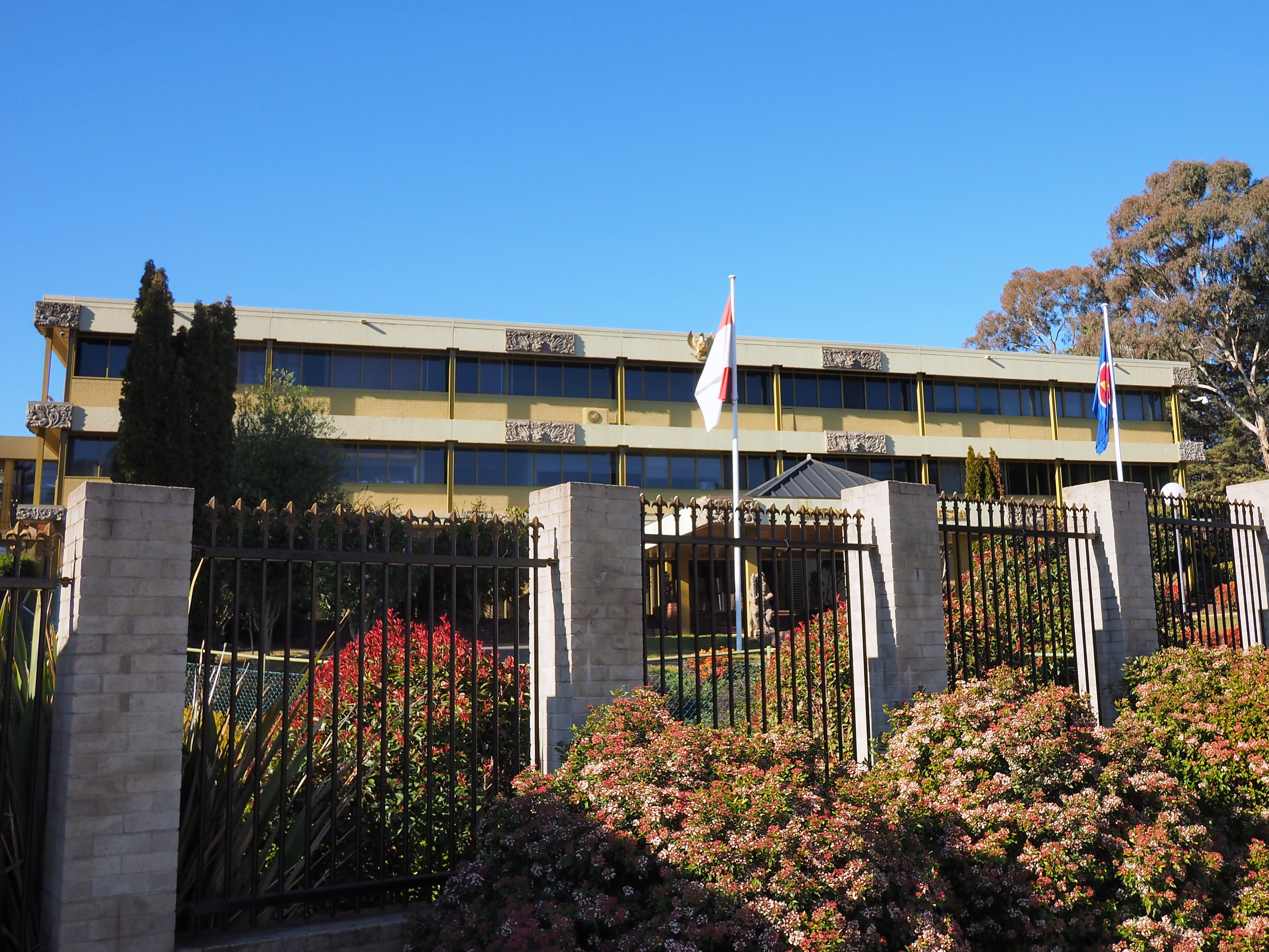
سفارة إندونيسيا
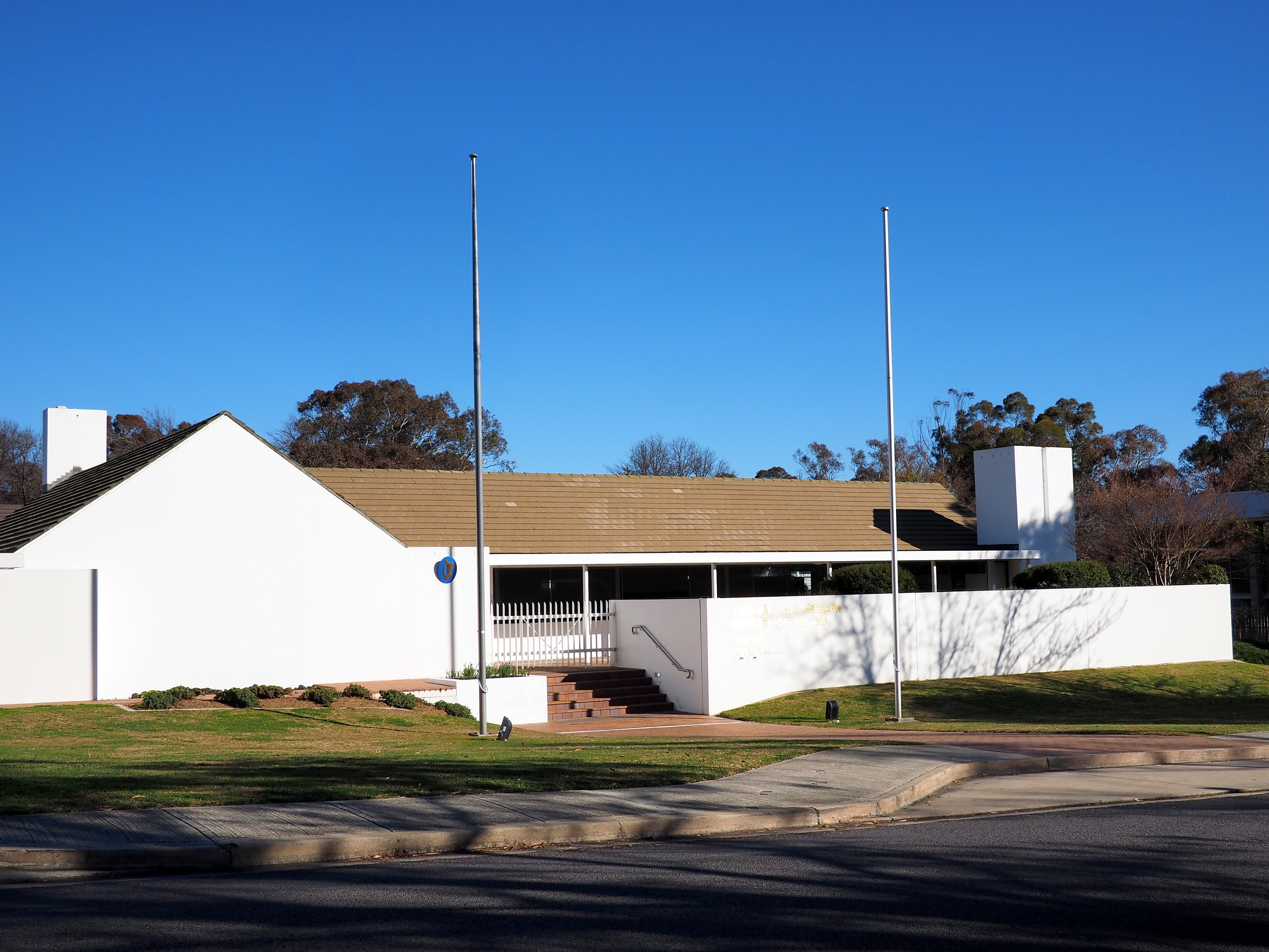
سفارة إيرلندا
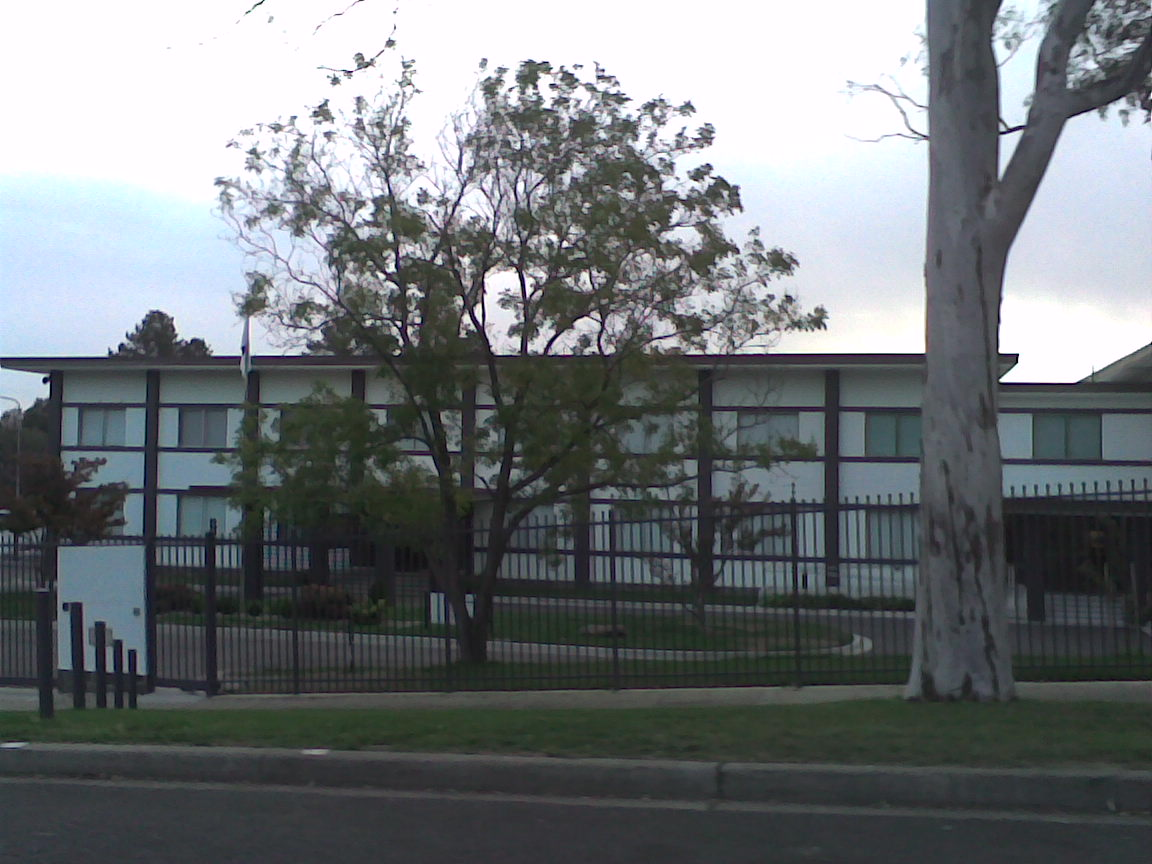
سفارة اليابان
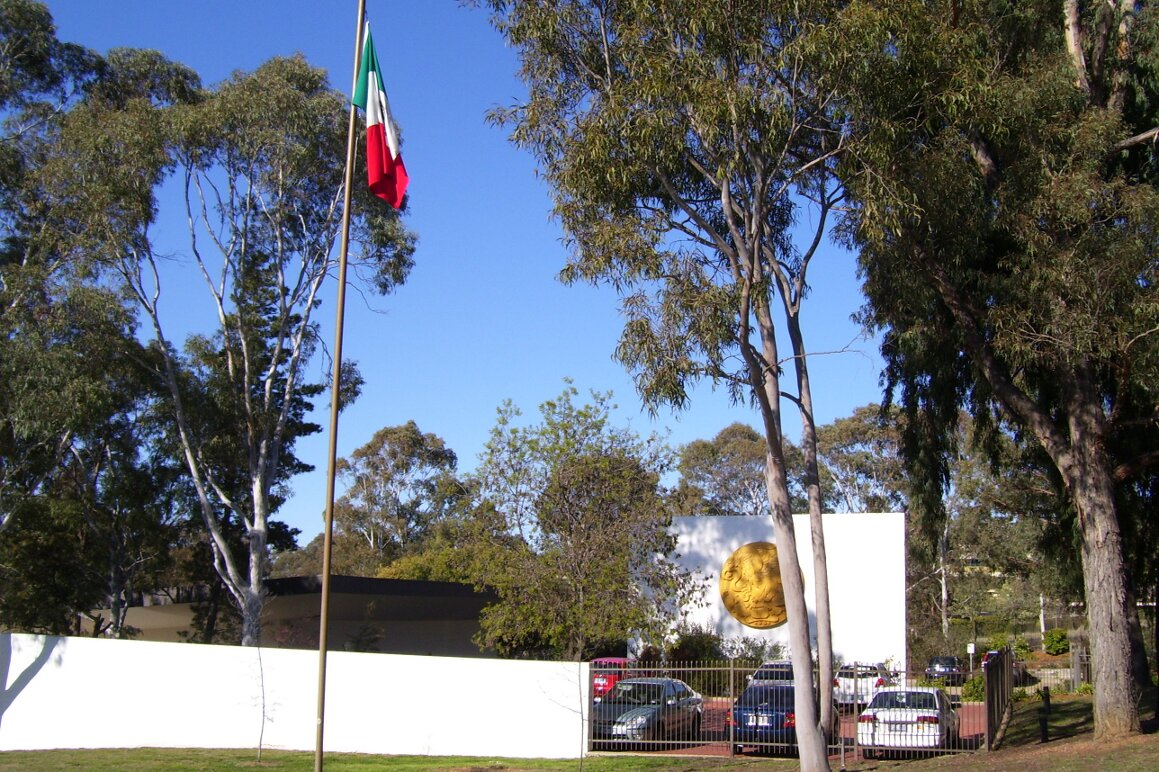
سفارة المكسيك
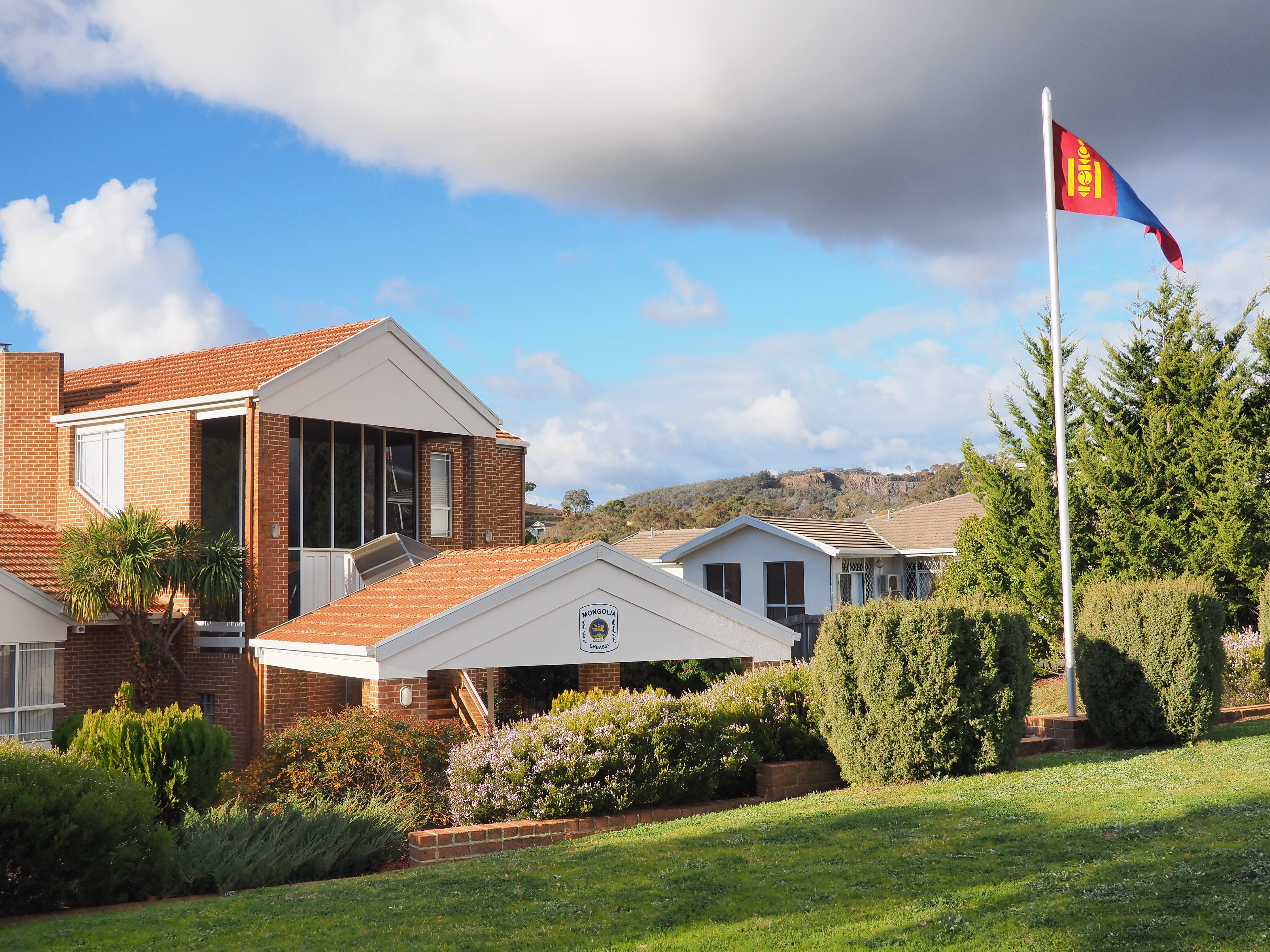
سفارة منغوليا
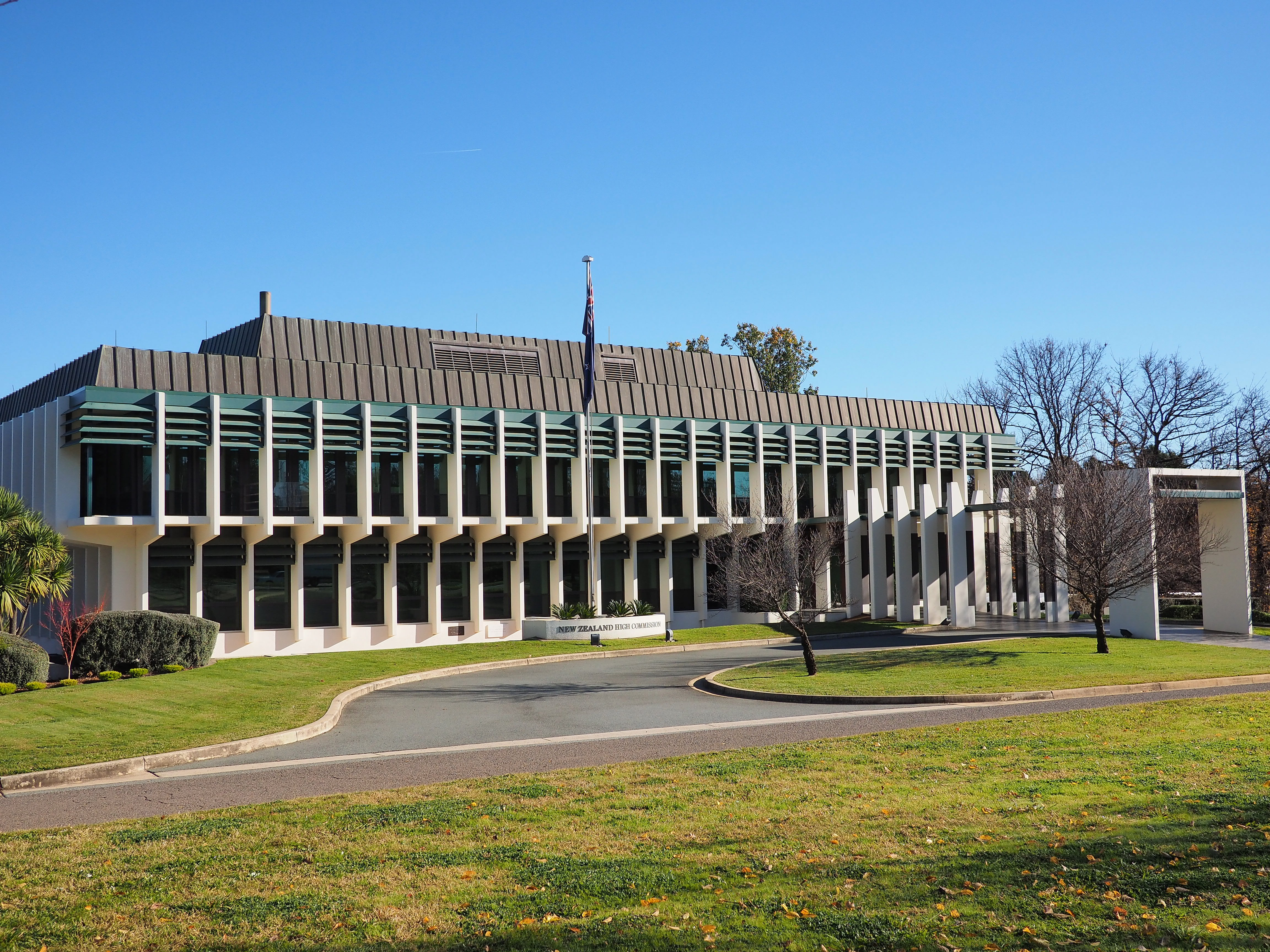
المفوضية العليا لنيوزيلندا
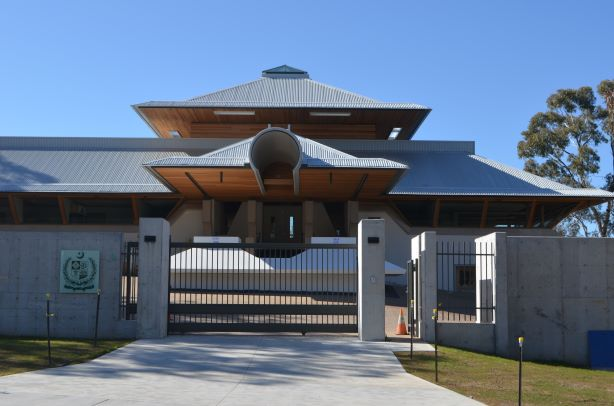
المفوضية العليا الباكستانية
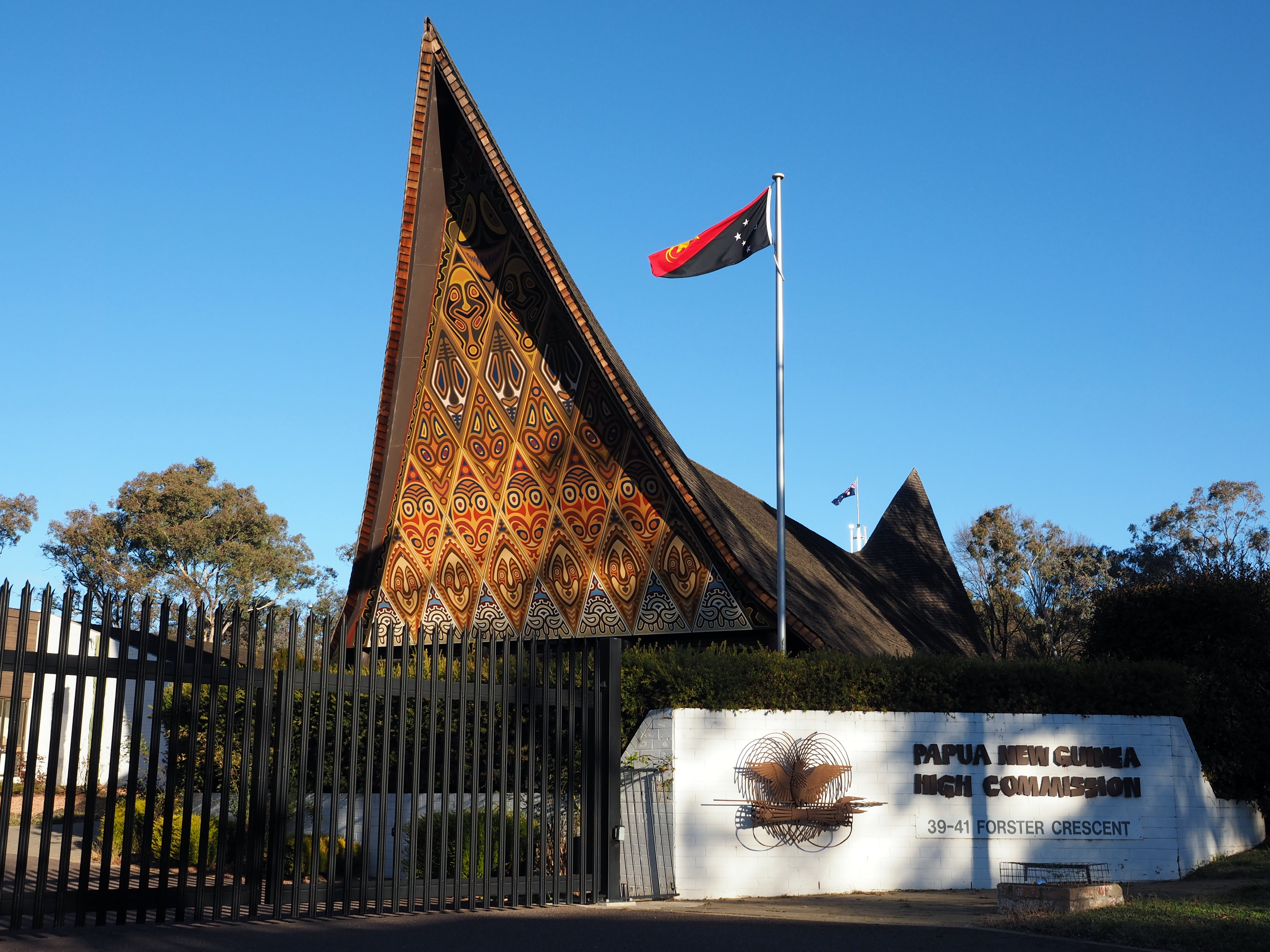
المفوضية العليا لبابوا غينيا الجديدة
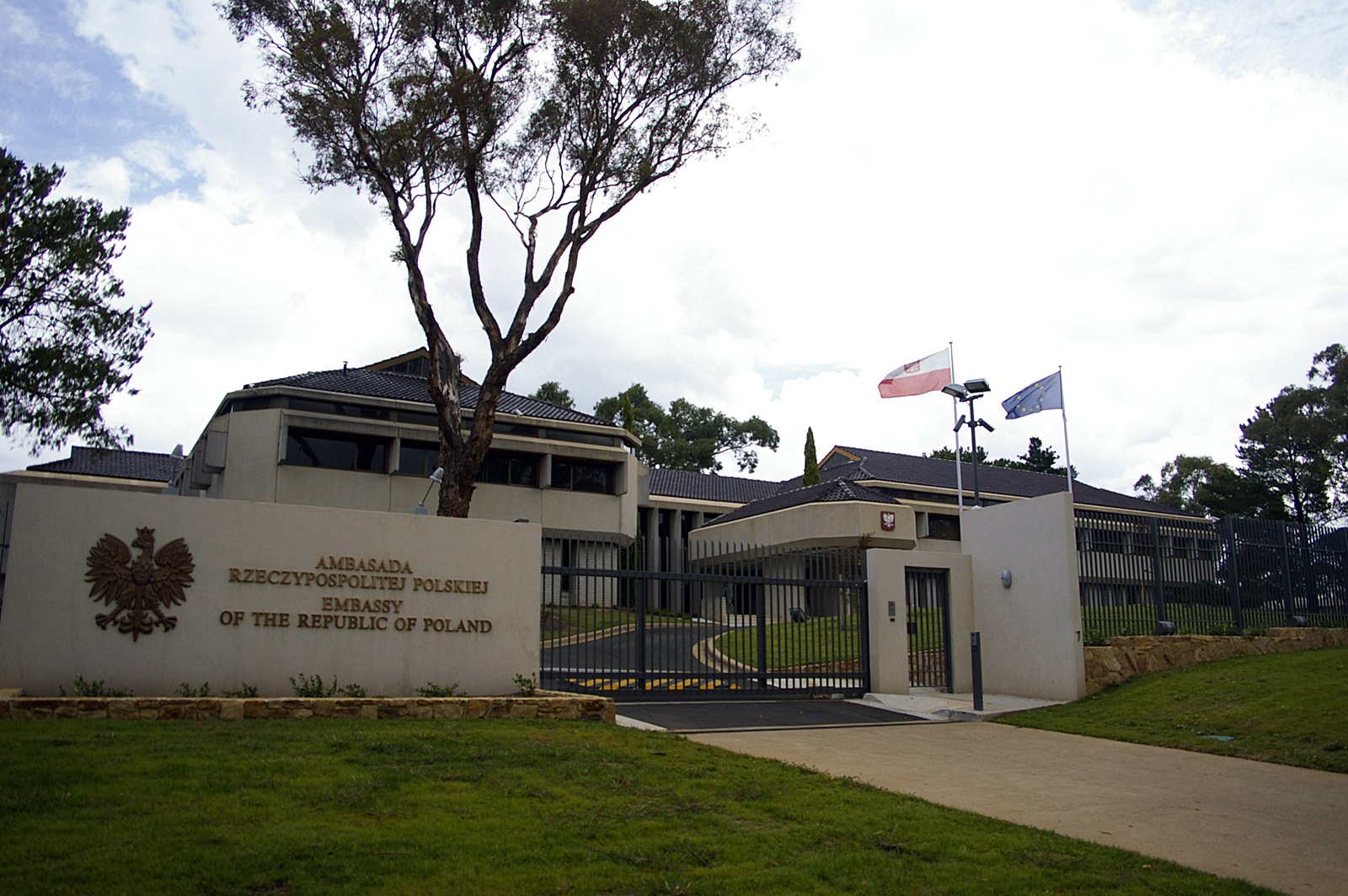
سفارة بولندا
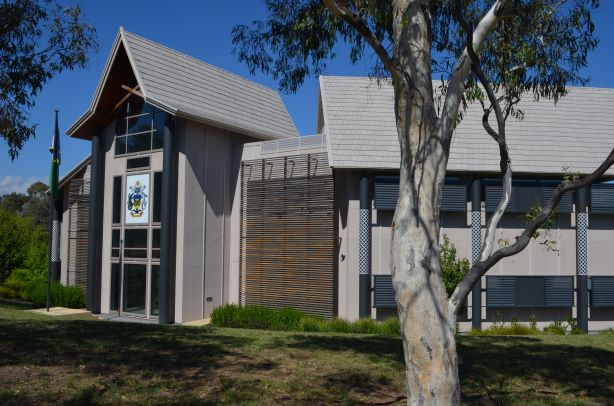
المفوضية العليا لجزر سليمان
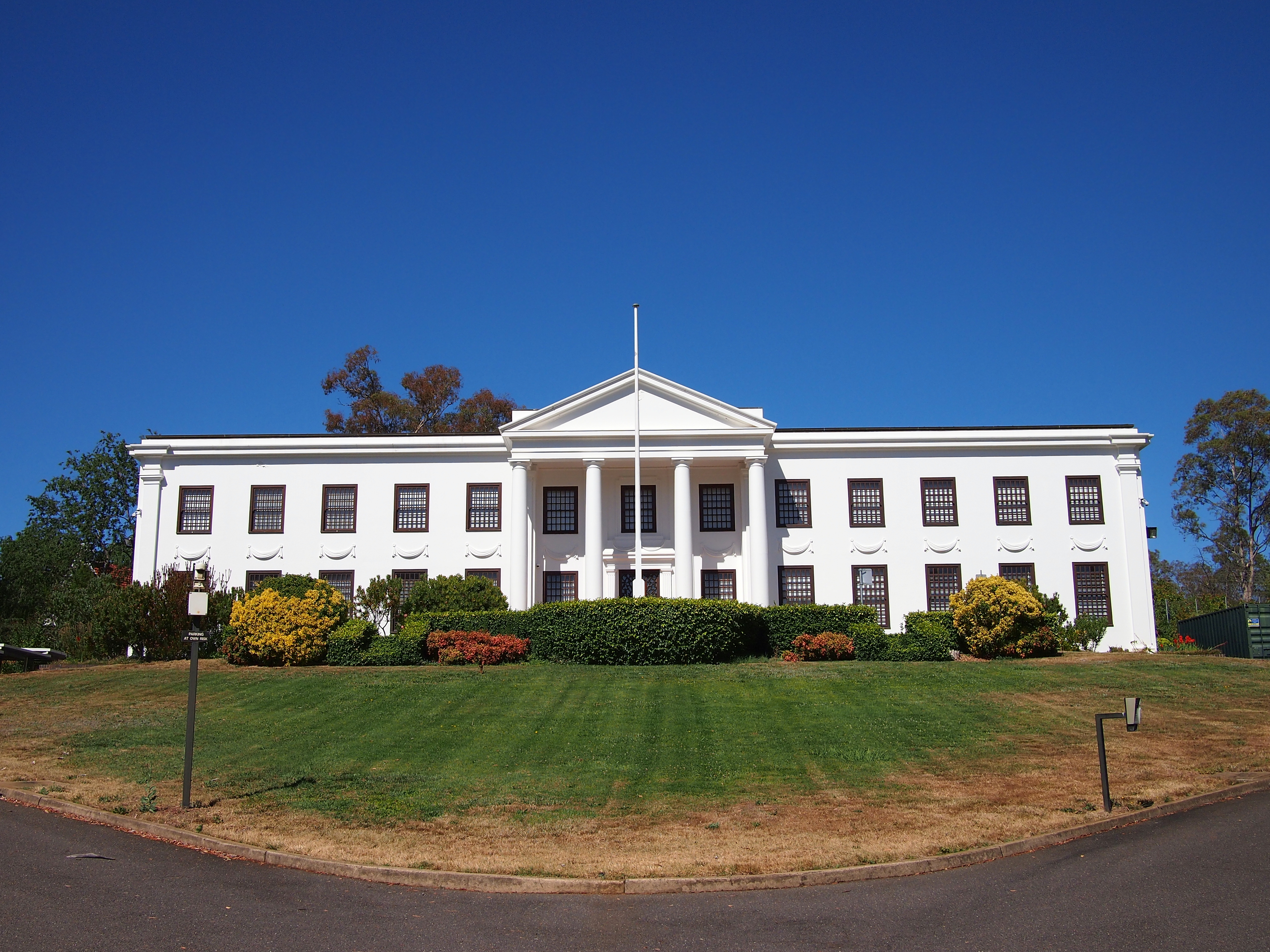
المفوضية العليا لجنوب إفريقيا
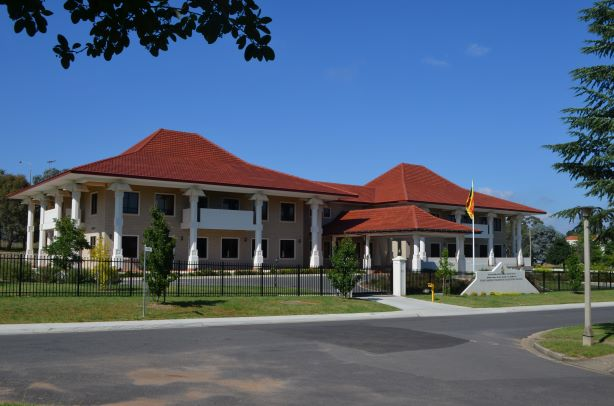
المفوضية العليا لسريلانكا
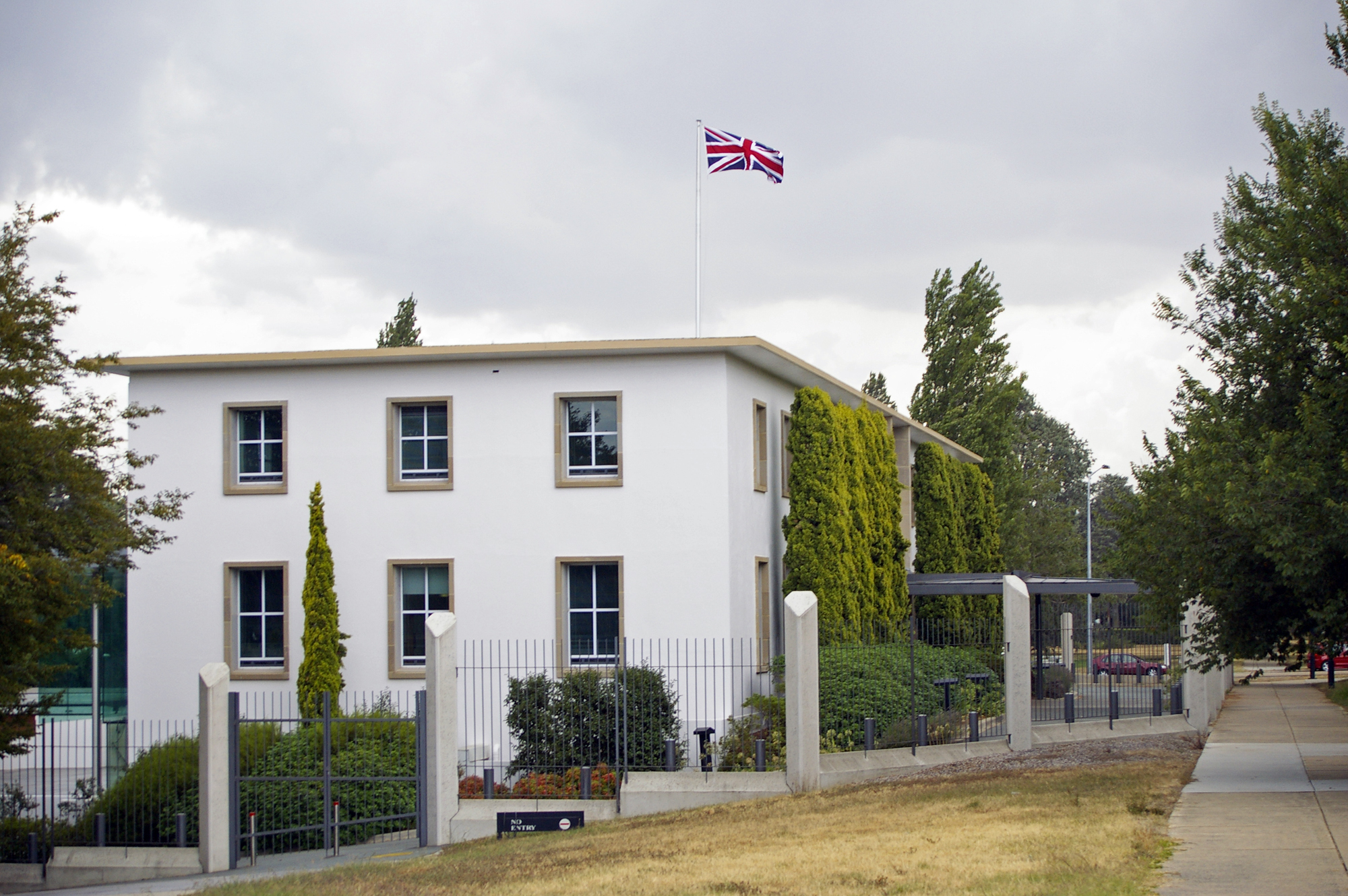
المفوضية العليا للمملكة المتحدة
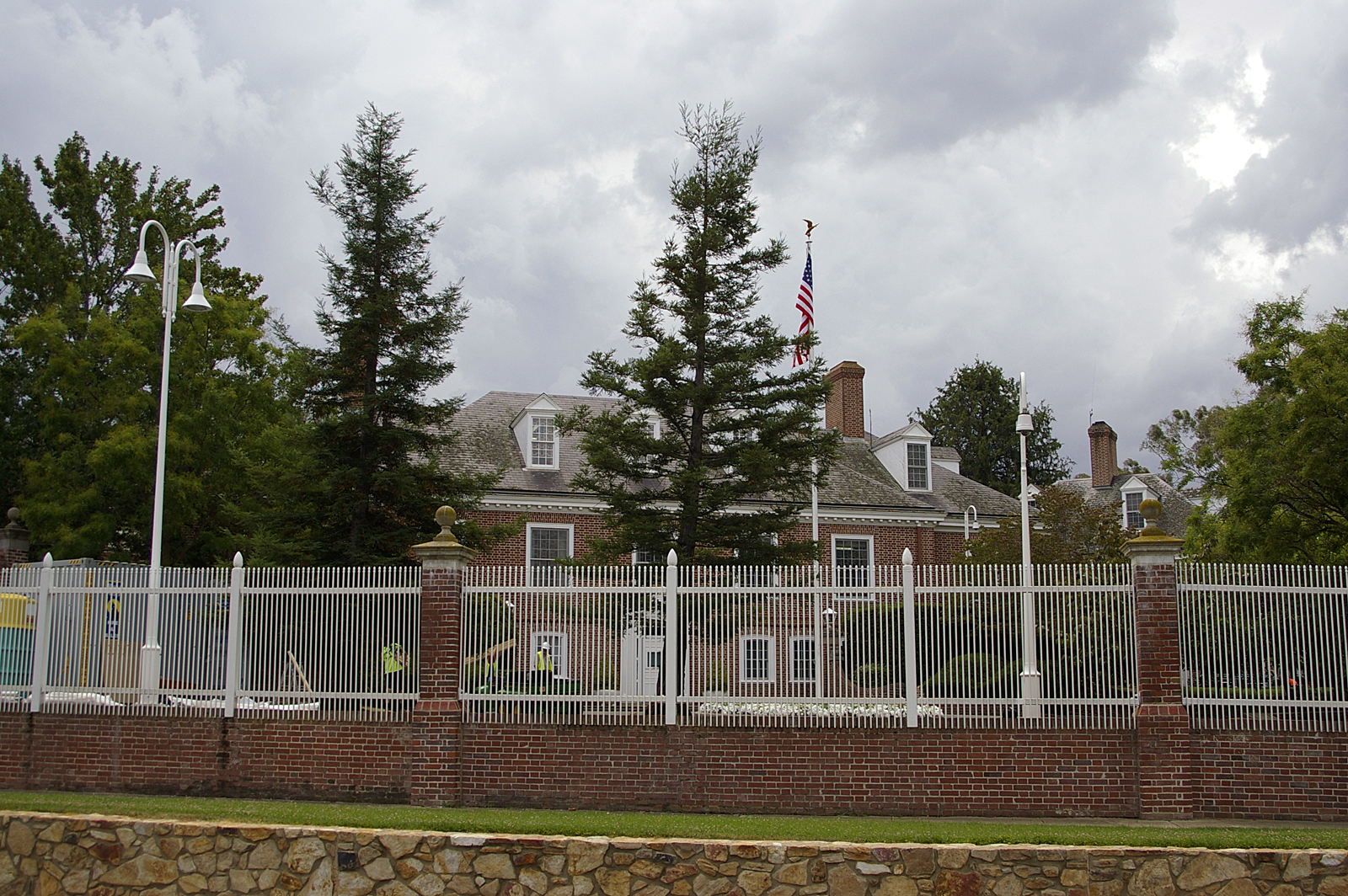
سفارة الولايات المتحدة

## السفارات والمفوضيات غير المقيمة
مقيم في طوكيو ما لم يذكر خلاف ذلك
- أنغولا (سنغافورة)[4]
- باربادوس (أوتاوا)[5]
- البحرين (جاكارتا)
- بيلاروس
- بنين[6]
- بوليفيا (أوتاوا)
- بوركينا فاسو
- جمهورية إفريقيا الوسطى (بريتوريا)
- تشاد (بكين)
- الرأس الأخضر (بكين)
- الكاميرون
- جيبوتي[7]
- جمهورية الدومينيكان (لندن)[8]
- إسواتيني (كوالالمبور)[9]
- غينيا الاستوائية (بكين)
- إرتريا (بكين)
- غامبيا (الرياض)[10]
- غينيا[11]
- غينيا بيساو (بكين)
- غيانا (أوتاوا)
- هايتي
- آيسلندا (ريكيافيك)
- جامايكا[12]
- كازاخستان (سنغافورة)[13]
- قرغيزستان
- ليسوتو (كوالالمبور)[14]
- مدغشقر (بورت لويس)
- مالاوي[15]
- جزر المالديف (كولومبو)[16][17]
- مالي[18]
- جزر مارشال (سوفا)
- موريتانيا
- موناكو (مونت كارلو)
- الجبل الأسود (بودغوريتسا)
- ناميبيا (كوالالمبور)
- نيكاراغوا
- النيجر (نيودلهي)
- كوريا الشمالية (جاكارتا)
- عُمان[19]
- رواندا (سنغافورة)[20]
- سيراليون (بكين)
- السنغال
- سيشل (نيودلهي)[21]
- سورينام (جاكارتا)
- توغو
- تركمانستان
- طاجيكستان
- تونس (جاكارتا)
- تنزانيا[22][23]
- أوزبكستان (سنغافورة)[24]
- اليمن (جاكارتا)[25]

## القنصليات والقنصليات العامة

### اديلايد
- الصين
- اليونان
- إيطاليا

### بريسبان
- الصين
- إيطاليا
- اليابان
- ناورو
- بابوا غينيا الجديدة
- تايوان (مكتب تايبيه الاقتصادي والثقافي في أستراليا)
- المملكة المتحدة

### كيرنز
- اليابان (مكتب قنصلي)

### داروين
- إندونيسيا
- تيمور الشرقية

### ملبورن
- تشيلي
- الصين
- كرواتيا
- مصر
- السلفادور
- إرتريا
- ألمانيا
- اليونان
- المجر (مكتب قنصلي)[26]
- الهند
- إندونيسيا
- إيطاليا
- اليابان
- ماليزيا
- مالطا
- نيوزيلندا
- مقدونيا
- عُمان
- الفلبين[27]
- كوريا الجنوبية
- إسبانيا
- سريلانكا
- تايوان (مكتب تايبيه الاقتصادي والثقافي في أستراليا)
- تركيا
- المملكة المتحدة
- الولايات المتحدة

### برث
- الصين
- كرواتيا
- اليونان
- الهند
- إندونيسيا
- إيطاليا
- اليابان
- ماليزيا
- المملكة المتحدة
- الولايات المتحدة
- فيتنام

### سيدني
- الأرجنتين
- النمسا
- البرازيل
- كندا
- تشيلي
- الصين
- كولومبيا
- كرواتيا
- كوبا
- جمهورية التشيك
- الدنمارك
- تيمور الشرقية
- مصر
- فيجي
- فرنسا
- ألمانيا
- اليونان
- المجر (مكتب قنصلي)[26]
- الهند
- إندونيسيا
- العراق
- أيرلندا
- إيطاليا
- اليابان
- كازاخستان
- ماليزيا
- مالطا
- هولندا
- نيوزيلندا
- باكستان
- بابوا غينيا الجديدة
- بيرو
- الفلبين
- بولندا
- البرتغال
- رومانيا
- روسيا
- ساموا
- صربيا
- كوريا الجنوبية
- إسبانيا
- سريلانكا
- سويسرا
- تايوان (مكتب تايبيه الاقتصادي والثقافي في أستراليا)
- تايلاند
- تركيا
- المملكة المتحدة
- الولايات المتحدة
- الأوروغواي
- فيتنام

## البعثات المغلقة
| المدينة المضيفة | بلد الإرسال     | مستوى المهمة    | انتهى العام | م.            |
| --------------- | --------------- | --------------- | ----------- | ------------- |
| كانبرا          | روسيا البيضاء   | السفارة         | 2018        | [ 28 ]        |
| كانبرا          | إريتريا         | السفارة         |             |               |
| كانبرا          | تونس            | السفارة         | 2021        |               |
| كانبرا          | كوريا الشمالية  | السفارة         | 2008        | [ 29 ]        |
| كانبرا          | فيتنام الجنوبية | السفارة         | 1975        | [ 30 ] [ 31 ] |
| كانبرا          | سوريا           | السفارة         | 2012        | [ 32 ]        |
| اديلايد         | نيوزيلندا       | القنصلية العامة | 1990        | [ 33 ]        |
| اديلايد         | المملكة المتحدة | قنصلية          | 2006        | [ 34 ] [ 35 ] |
| بريزبان         | نيوزيلندا       | القنصلية العامة | 2010        | [ 33 ]        |
| برث             | نيوزيلندا       | القنصلية العامة | 1990        | [ 33 ]        |
| سيدني           | كوستاريكا       | القنصلية العامة | 2020        | [ 36 ]        |
| سيدني           | فنلندا          | القنصلية العامة | 2012        | [ 37 ]        |
| سيدني           | المكسيك         | القنصلية العامة | 2001        | [ 38 ]        |
| تاونسفيل        | اليابان         | قنصلية          | 1908        | [ 39 ]        |

## روابط خارجية
- القائمة الدبلوماسية